# Arcipelago di Stoccolma
L'arcipelago di Stoccolma (in svedese: Stockholms skärgård) è il più grande arcipelago della Svezia e uno dei maggiori del Mar Baltico. Si estende da Stoccolma per circa 60 km verso est. Consiste di circa 24 000 isole di varie dimensioni e segue approssimativamente la morfologia della costa delle province di Södermanland e Uppland (o Uplandia). Gran parte delle isole sono disabitate.
Nel 1719 l'arcipelago aveva una popolazione stimata di 2 900 persone, costituita per la maggior parte da pescatori. Oggi l'arcipelago è un rinomato luogo di vacanza con 50 000 casette da vacanza (principalmente di proprietà degli abitanti di Stoccolma). La città più grande dell'arcipelago, a eccezione di Stoccolma, è Vaxholm. La nautica è un'attività molto diffusa qui. In inverno gli sciatori fanno escursioni sopra i ghiacci.
Il paesaggio è stato modellato – e continua ad esserlo – dal rimbalzo post-glaciale. Solo con l'inizio dell'epoca vichinga l'arcipelago ha iniziato ad assumere il profilo odierno. Le isole si alzano di circa 5 millimetri ogni anno.
Il villaggio di Ytterby, famoso tra i chimici per aver dato il nome a non meno di quattro elementi chimici (erbio, terbio, itterbio e ittrio), è situato nell'arcipelago di Stoccolma.
Molti poeti, autori e artisti sono stati affascinati ed influenzati dall'arcipelago di Stoccolma. Tra questi ci sono August Strindberg, Ture Nerman, Roland Svensson, Ernst Didring e Aleister Crowley.
Alcune delle isole meglio conosciute sono: Dalarö, Finnhamn, Grinda, Husarö, Ingarö, Isö, Ljusterö, Möja, Nämdö, Tynningö, Utö, Örsö e Värmdö.